# Leksand-Djura-Siljansnäs pastorat
Leksand-Djura-Siljansnäs pastorat var ett pastorat i Falu-Nedansiljans kontrakt i Västerås stift i Leksands kommun i Dalarnas län. Pastoratet utökades 2022 och namnändrades då till Leksands pastorat.
Pastoratet bestod från 1640 av följande församlingar:
- Leksands församling
- Djura församling
- Siljansnäs församling från 1994

Pastoratskod var 051208.